# 福井青年師範学校
| 福井青年師範学校 （福井青師） | 福井青年師範学校 （福井青師） |
| ----------------------------- | ----------------------------- |
| 創立                          | 1944年                        |
| 所在地                        | 福井市                        |
| 初代校長                      | 林伝次                        |
| 廃止                          | 1951年                        |
| 後身校                        | 福井大学                      |
| 同窓会                        | 福応会                        |

福井青年師範学校 （ふくいせいねんしはんがっこう） は、1944年 （昭和19年） に設立された青年師範学校である。

## 概要
- 1938年 （昭和13年） 設立の福井県立青年学校教員養成所を前身とする。
- 1944年、国への移管により福井青年師範学校となった。
- 第二次世界大戦後の学制改革により、新制福井大学学芸学部 （現・教育地域科学部） の母体の一つとなった。
- 同窓会は 「福応会」 と称し、旧制 （福井青師・福井師範）・新制 （福井大学学芸学部・教育学部・教育地域科学部） 合同の会である。

## 沿革

### 福井県立青年学校教員養成所時代
- 1938年5月： 福井県、福井農林学校内にて青年学校臨時教員講習会を開催。
  - 吉田郡円山西村町屋 （現・福井市町屋付近）。
- 1938年6月1日： 福井県立青年学校教員養成所設置認可。
- 1938年12月25日： 青年学校臨時教員講習会が福井県立青年学校教員養成所臨時養成科となる （1年制）。
- 1939年4月： 本科開設 （2年制）。
  - 全寮制。民家2軒を借り上げて寄宿舎 「明道塾」 開設 （以後、寄宿舎を 「塾」 と呼称）。
- 1940年5月： 福井農林学校と共に円山西村新保 （現・福井市新保） に移転。
  - 専用校舎を設置。景岳塾・春嶽塾を開設。
- 1941年4月： 女子部を設置。水産臨時養成科を小浜水産学校内に設置。
  - 寄宿舎を借り増しし、呼称を 「明道塾」 に統一。

### 福井青年師範学校時代
- 1944年4月1日： 官立移管され、福井青年師範学校設置。
  - 本科3年制。男子部 （農業科）・女子部を設置。
- 1945年7月19日： 空襲で第4明道塾・女子明道塾被災。
  - 全寮制を改め、通学生を認める。
- 1948年6月28日： 福井地震で校舎1棟倒壊、1棟大破。
- 1948年9月1日： 今立郡神明町 （現・鯖江市三六町） の福井師範学校男子部校舎に移転。
- 1949年4月： 今立郡鯖江町上鯖江 （現・鯖江市舟津町） の福井師範学校女子部校舎に移転。
- 1949年5月31日： 新制福井大学発足。
  - 福井師範学校と共に学芸学部の母体として包括された。
- 1951年3月： 福井大学福井青年師範学校 （旧制）、廃止。

## 歴代校長
福井県立青年学校教員養成所
- 所長： 加藤竹雄 （1938年11月 - 1944年3月）
  - 1944年4月 - 1948年7月は官立福井青年師範学校男子部長・女子部長

官立福井青年師範学校
- 校長： 林伝次 （1944年4月 - 1945年10月）
  - 福井師範学校と兼任
- 校長： 徳光八郎 （1945年11月 - 1950年10月）
  - 新制福井大学学芸学部 初代学部長
- 校長： 松岡慎一郎 （1950年11月 - 1951年3月）
  - 新制福井大学学芸学部 第2代学部長

## 校地の変遷と継承
福井青年師範学校は、前身の福井県立青年学校教員養成所から引き継いだ福井県立福井農林学校内校舎で発足した （福井市新保、現・福井県立福井農林高等学校）。1948年6月の福井地震で校舎が壊滅し、同年9月には今立郡神明町 （現・鯖江市三六町） の福井師範学校男子部校舎 （旧陸軍歩兵第36連隊兵舎） に同居した。1949年4月、新制福井大学の発足を前に、鯖江町上鯖江 （現・鯖江市舟津町） の福井師範学校女子部校舎に移転した。（福井師範学校#校地の変遷と継承も参照）

## 著名な出身者
- 若泉敬 - 国際政治学者

## 関連書籍
- 『福井師範学校史 : 福井県教育史』　福応会、1964年。